# Тур острова Чунмин ITT
Тур острова Чунмин ITT (англ. Tour of Chongming Island ITT) — шоссейная однодневная велогонка, проходившая по территории Китая с 2007 по 2009 год.

## История
Гонка была создана в 2007 году одновременно с многодневной гонкой и на протяжении трёх лет своего существования проводилась в рамках Женского мирового шоссейного календаря UCI.
Формат гонки был в виде индивидуальной гонки. Её маршрут проходил на острове Чунминдао, являющегося частью Шанхайского района Чунмин. Протяжённость дистанции составляла 20 км.
С 2010 была заменена на однодневную групповую гонку Тур острова Чунмин Кубок мира.

## Призёры
| Год  | Победитель       | Второй         | Третий         |
| ---- | ---------------- | -------------- | -------------- |
| 2007 | Ян Ли Луи        | Ли Мейфанг     | Эллен Ван Дейк |
| 2008 | Ли Мейфанг       | Ли Ван         | Ян Ли Луи      |
| 2009 | Брайди О'Доннелл | Светлана Галюк | Мадлен Сандиг  |